# Ouyen
Ouyen (1 383 habitants) est un village au nord-ouest de l'État de Victoria à 107 kilomètres au sud de Mildura, à 457 au nord-ouest de Melbourne.
La ville fut construite autour de la gare de chemin de fer, sur la voie reliant Melbourne à Mildura. À l'heure actuelle, la voie n'est utilisée que pour le transport des céréales.
La région est vouée à l'élevage des moutons et la culture de céréales (blé, orge).